# Celui qui reste (chanson)
Pour les articles homonymes, voir Celui qui reste (homonymie).
Albums de Claude François
Le lundi au soleil Je viens dîner ce soir
Singles de Claude François
Le lundi au soleil
(1972) Je viens dîner ce soir
(1973)
Celui qui reste est une chanson chantée par Claude François en 1972.
Elle figure sur l’album Le Lundi au soleil, paru en 1972.
Le single sort en mars 1973 et se vendra à plus de 250 000 exemplaires. Elle montera à la 4e place des charts.